# Dicranomyia sanctaecruzae
Dicranomyia sanctaecruzae är en tvåvingeart. Dicranomyia sanctaecruzae ingår i släktet Dicranomyia och familjen småharkrankar.

## Underarter
Arten delas in i följande underarter:
- D. s. immaculosa
- D. s. sanctaecruzae
- D. s. vana